# 정보사 언론 테러 사건
정보사 언론 테러 사건은 1988년 8월 6일 대한민국 육군 정보사령부 소속 군인 4명이 중앙경제신문 사회부장 오홍근 기자에게 서울특별시 강남구 청담동 소재 자택 아파트 앞에서 흉기로 상해를 입힌 사건이다. 오홍근 테러 사건, 정보사 회칼 테러 사건 등으로 불린다. 한수산 필화사건과 함께 신군부에서 군에 의해 실행된 언론인의 폭행 사건으로 꼽힌다.

## 배경
《중앙일보》의 자매지인 《중앙경제신문》 사회부장인 오홍근은 1988년 3월 복간한 《월간중앙》에 고정 칼럼 〈오홍근이 본 사회〉를 게재한 4월 말부터 회사와 집에서 여러 차례 협박 전화를 받았다. 오홍근은 1988년 8월호 《월간중앙》에 기고한 칼럼 〈청산해야 할 군사문화〉를 통해 제2차 사법 파동을 둘러싼 노태우 정부의 태도를 군사문화로 지적하며 비판하였는데, 이 뒤로 중앙경제신문에 항의편지가 오면서 주소와 신원을 확인하는 전화가 집으로 걸려오기도 하였다.

## 경과
1988년 8월 6일 아침 7시 20~30분경 청담동 소재 자택인 삼익아파트에서 출근하기 위해 택시를 잡고 있었던 오홍근을 괴한들이 가로막고, "대공에서 조사할 것이 있다"며 붙잡고 길이 25cm의 칼로 왼쪽 허벅지를 찔렀다. 오홍근은 허벅지에 길이 34cm, 깊이 3~4cm의 자상 등 전치 3주 이상의 중상을 입고 병원에 입원하였다.

## 수사
경찰은 기사 내용에 불만을 품은 이들의 청부폭행을 염두하고 수사하였으며, 아파트 경비원의 증언으로 범인들의 차량이 육군 정보사령부 소속임을 밝혀냈다. 차량 운행 기록을 두고 수사가 답보상태에 빠지자 익명의 제보자가 범인들의 인적사항을 육군범죄수사단에 제보하였으며, 이에 따라 육군범죄수사단은 육군정보사 박철수 소령과 김웅집, 이우일, 남정성 하사 등 4명을 연행하고 범행사실을 자백받았다. 국방부의 수사 결과 발표에도 불구하고 범행 현장에 추가 인원이 있었다는 사실과 장성급 인원의 연루 정황이 드러나면서 의혹이 확산되자 정치권에서 국정조사 가능성을 제기하였고, 이에 수사가 확대되었다. 
국방부는 8월 30일 장성급 현역 군인 2명이 개입된 조직적이고 계획적인 테러였다는 최종 수사 결과를 발표하였다. 국방부는 이 발표에서 국군정보사령부 제701부대장 이규홍 준장이 "악의적인 군 관련 기사를 함부로 쓰면 보복당한다는 경각심을 줘야 한다"며 박철수 소령, 안 모 대위 등 부대원 5명에게 범행을 지시했다고 밝혔다. 또한 정보사령부 참모장 권기대 준장은 범행에 사용된 차량 운행기록을 없애라고 지시하였으며, 이진백 정보사령관은 이에 대한 보고를 받고도 묵인하였다.

## 재판
군 검찰은 이규홍 준장과 박철수 소령, 안선호 대위를 구속 기소하고 나머지를 불구속 기소하였다. 9월 29일 첫 공판에서 이 준장과 박 소령은 각각 징역 3년, 안 대위는 징역 2년을 구형받았다. 그러나 10월 10일 육군보통군사법원 심판부는 "사리사욕을 채우기 위해서가 아니고 젊음을 몸담아 온 군을 아끼고자 한 단순한 충정"이라는 사유를 들어 이 준장과 박 소령에게 각각 징역 1년과 집행유예 2년, 안 대위에게 선고유예를 판결했다. 이에 중앙일보 노동조합은 성명을 내고 비판하였으며, 민변은 이는 언론에 대한 제2의 테러행위라고 비판하였다.
육군본부 고등군사법원은 12월 28일에 항소심 선고공판에서 원심을 깨고 선고유예 판결을 내리고, 안 대위에 대한 검찰의 항소를 기각했으며 판결은 1989년 1월 12일자로 확정되었다. 군은 이진백 정보사령관과 권기대 준장을 예편조치하였다.
2007년 국방부 과거사진상규명위원회는 '신군부 언론통제 사건 조사결과 보고서'에서 정부의 공개 사과를 권고하였으나 이루어지지는 않았다.

### 내용주
1. ↑  중앙경제신문은 테러 사건 사흘 후인 8월 9일에 공식 창간되었으며, 사건 발생 시점에 오홍근은 중앙경제신문 창간을 준비하기 위해 중앙일보로부터 파견을 나온 상태였다.

### 참조주
1. ↑  이충원 (2022년 3월 9일). “'정보사 테러' 피해자…오홍근 초대 국정홍보처장 별세”. 《연합뉴스》. 2024년 3월 16일에 확인함.
2. ↑  국방부 과거사진상규명위원회 (2007). 과거사진상규명위원회 종합보고서. 제3권, 8개 사건 조사결과 보고서, 하. 《국회전자도서관》 (보고서). 686-692쪽.
3. ↑  “중앙경제 사회부장 출근길 피습”. 《중앙일보》. 1988년 8월 8일. 2024년 3월 16일에 확인함.
4. 1 2  유설희 (2018년 8월 1일). ““30년 전이나 지금이나, 군대가 국민 무서운 줄 몰라””. 《경향신문》. 2024년 3월 16일에 확인함.
5. 1 2  김성후 (2008년 11월 26일). “軍문화 비판 칼럼에 분개…대로변서 칼부림 '보복'”. 《한국기자협회 기자협회보》. 2024년 3월 16일에 확인함.
6. ↑  “이규홍·박철수 피고|원심 낮춰 선고 유예”. 《중앙일보》. 1988년 12월 28일. 2024년 3월 16일에 확인함.
7. ↑  국방부 과거사진상규명위원회 (2007). 과거사진상규명위원회 종합보고서. 제3권, 8개 사건 조사결과 보고서, 하. 《국회전자도서관》 (보고서). 695쪽.